# Drapetis completa
Drapetis completa är en tvåvingeart som beskrevs av Nikolai Vasilevich Kovalev 1972. Drapetis completa ingår i släktet Drapetis och familjen puckeldansflugor. Inga underarter finns listade i Catalogue of Life.